# Drugovo
Drugovo (macedónul Другово) az azonos nevű község székhelye Észak-Macedóniában.

## Népesség
Drugovónak 2002-ben 1 492 lakosa volt, melyből 1 250 macedón, 128 török, 108 albán, 2 szerb, 1 cigány, 3 egyéb.
Drugovo községnek 2002-ben 3 249 lakosa volt, melyből 2 784 macedón (85,7%), 292 török (9%), 155 albán (4,8%), 18 egyéb.

## A községhez tartozó települések
- Drugovo
- Belica (Drugovo),
- Brzsdani,
- Vidrani (Drugovo),
- Golemo Crszko,
- Gorna Dusegubica,
- Gorno Dobrenoec,
- Dolna Dusegubica,
- Dolno Dobrenoec,
- Ehlovec,
- Ivancsista,
- Izvor (Drugovo),
- Javorec,
- Judovo,
- Kladnik (Drugovo),
- Klenoec (Drugovo),
- Kozica (Drugovo),
- Lavcsani,
- Malkoec,
- Malo Crszko,
- Manasztirszko Dolenci,
- Podvisz (Drugovo),
- Popoec (Drugovo),
- Popolzsani,
- Prosztranye,
- Szvinyiste (Drugovo),
- Szrbjani (Drugovo),
- Cer (Drugovo).

A 2013-as közigazgatási módosítások következtében a község megszűnt létezni, s teljes egészében Kicsevo község része lett.